# 拉鐵摩爾 (北卡羅萊納州)
拉鐵摩爾（英語：Lattimore）是一個位於美國北卡羅萊納州克里夫蘭縣的城鎮。

## 人口
根據2020年美國人口普查的數據，拉鐵摩爾的面積為2.66平方千米，皆為陸地。當地共有人口406人，而人口密度為每平方千米153人。